# Bigoli

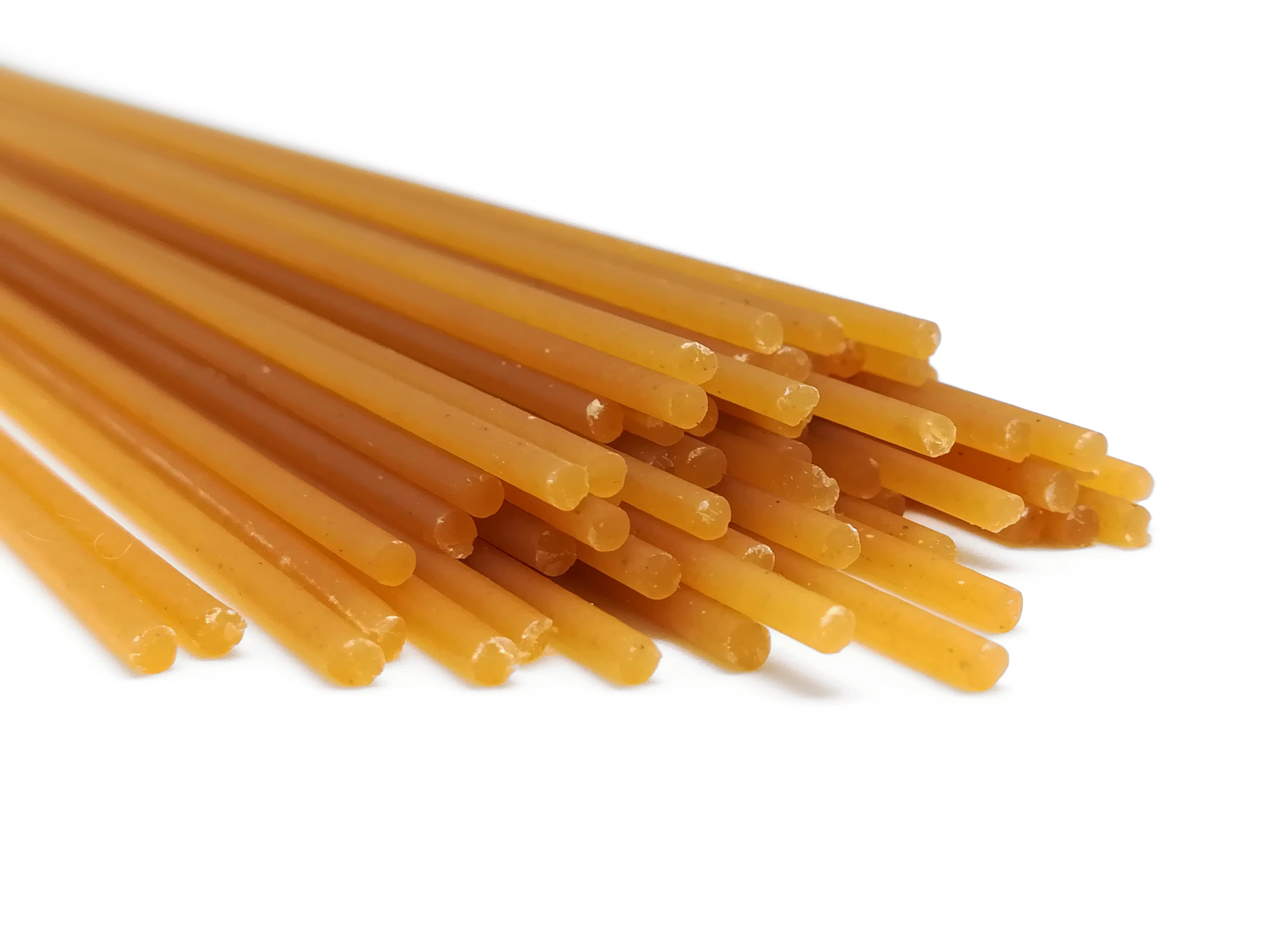
Bigoli

Los bigoli son un tipo de pasta larga, parecidos a espaguetis gruesos, originarios del Véneto y presentes en la Lombardía oriental. Se elabora con harina de trigo, agua y sal.
La característica principal de esta pasta es su rugosidad, que le permite retener salsas y condimentos. Esta peculiaridad se consigue con el método de preparación, que emplea una prensa con forma tradicional.
Existen algunas variantes de esta pasta, que se obtienen cambiando el tipo de harina, por ejemplo por la de trigo sarraceno (para obtener bigoli oscuros), o añadiéndole huevo. Los bigoli se sirven con acompañantes tradicionales, especialmente pato, salsa o sardina.